# Lucy Hay
Lucy Percy, comtesse de Carlisle, née en 1599 et morte le 5 novembre 1660, est la seconde femme de James Hay (1er comte de Carlisle), qu'elle épouse contre la volonté de son père. Alexandre Dumas se serait inspiré d’elle pour créer le personnage de Milady de Winter dans son roman Les Trois Mousquetaires.

## Biographie
Lucy Percy naît en 1599. Elle est la seconde fille de Henry Percy (9e comte de Northumberland).
En 1617, elle devient la seconde femme de James Hay, qu'elle épouse contre la volonté de son père.
Par sa beauté et son esprit, elle joue un rôle brillant à la cour de Charles Ier. Elle est chantée par tous les poèmes de l'époque. Comme elle sait gagner la confiance et l'amitié de la reine, elle a une influence politique considérable. Elle appuie d'abord Strafford et, après sa mort, elle s'allie aux leaders de l'opposition. Pendant la guerre civile, elle est du parti des presbytériens. Convaincue d'avoir correspondu avec Lauderdale et Hamilton, elle est arrêtée le 15 mars 1649 et enfermée à la Tour. Mise en liberté le 3 mars 1652, elle continue à intriguer, mais elle perd son influence lorsque Hyde devient le principal conseiller de Charles II. On a des portraits de la comtesse de Carlisle par van Dyck, l'un d'eux se trouve à Windsor.
Elle n'a pas d'enfant et ne se remarie pas après la mort de son époux en 1636.

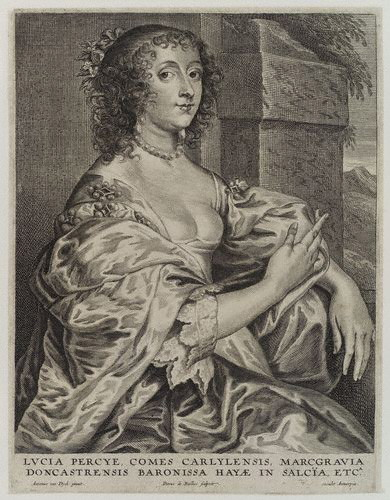
Lucy Percy, gravure de Pieter de Bailliu.

Elle meurt le 5 novembre 1660.

## Lien avecMilady de Winter
Lucy Percy aurait inspiré le personnage de Milady de Winter dans le roman Les Trois Mousquetaires d'Alexandre Dumas car elle aurait coupé les ferrets offert à Buckingham par la reine Anne d'Autriche.